# Ismael Rodríguez (cineasta)
Ismael Rodríguez Ruelas (Ciudad de México, 19 de octubre de 1917-Ciudad de México, 7 de agosto de 2004), conocido como Ismael Rodríguez, fue un director de cine y actor ocasional mexicano.
Dirigió a varios actores, incluidos Pedro Infante, Jorge Negrete, Dolores del Río, María Félix, John Carradine, Basil Rathbone e incluso a Toshirō Mifune, el actor favorito del director japonés Akira Kurosawa, como un indígena mexicano en la película Ánimas Trujano (1961). Esta película fue nominada al Óscar como Mejor película extranjera.
Su película internacional de más renombre es Tizoc: Amor indio (1957), la cual fue la última en la que dirigió a Pedro Infante, coprotagonizada con María Félix. Por este papel, Pedro Infante ganó el Oso de Plata en el Festival Internacional de Cine de Berlín. Premio que no pudo recibir porque ya había fallecido.

## Biografía

### Primeros años
Décimo hijo de la familia Rodríguez Ruelas, nació el 19 de octubre de 1917 en la Ciudad de México. Sus padres fueron Ismael Rodríguez Granada y Maclovia Ruelas de Rodríguez. Aquél se dedicaba al comercio. En el momento en el que Ismael Rodríguez nació su padre tenía una panadería en la que más tarde el joven Ismael colaboraría. En el periodo de la Guerra Cristera en México, provocado por la Ley Calles que comenzó una estricta persecución religiosa entre 1914 y 1934, hubo un incidente en el que, de la panadería de los Rodríguez, salieron globos de papel con aire caliente dentro y propaganda religiosa, pues en el interior del negocio familiar había una entrada a un centro clandestino de culto y, por ello, el padre de Ismael y su hermano Joselito Rodríguez fueron arrestados. Después de amenazas de cárcel e incluso fusilamiento, la familia se ve obligada a irse del país con destino a Los Ángeles, donde contaban con amigos y familiares que les esperaban. Allá, la familia abre una nueva panadería.

### Juventud, inicios en el cine
A los doce años, durante su estancia en Los Ángeles, comenzó a actuar en películas experimentales en colaboración con sus hermanos Joselito Rodríguez y Roberto Rodríguez, quienes ya trabajaban como cineastas en distintos proyectos entre los que destacaba el primer sistema sonoro de México. Ismael comenzó su estudio y práctica de fotografía en el laboratorio de Jorge Stahl padre, convirtiéndose en primer asistente de sonido, mientras se desempeñaba también como anotador y actor juvenil. En 1935 realizó estudios de sonido y proyección que continuó al año siguiente en el Radio Institute of California. Fue operador de sonido a los 19 años e, incluso, ganó un premio por el mejor sonido.
En 1939 fundó, junto con sus hermanos, Películas Rodríguez, S. A. Al año siguiente, Ismael Rodríguez empezó a desempeñarse ahí mismo como editor y asistente de dirección. Escribió también su primer guion ¡Ay Jalisco, no te rajes!, el primero de una lista de 42 guiones que escribiría a lo largo de su carrera.

### Debut como director
En 1942 escribió, dirigió y produjo su primer largometraje: ¡Que lindo es Michoacán!, con lo que se convirtió entonces en el director más joven del mundo, a sus 22 años de edad. En esta película emplea ya un estilo cinematográfico marcado y característico propio, que incluía, entre otros recursos,  el empleo de la música para exaltar emociones, reforzadas con tomas en primer plano y a muy corta distancia de los sujetos, buscando desde ahí una estética similar al muralismo mexicano.

### La época de Oro
En 1947, junto a Pedro Infante, Blanca Estela Pavón y Evita Muñoz filma Nosotros los pobres, película que termina por consagrar a Ismael Rodríguez como cineasta y sus protagonistas como ídolos de la cultura nacional mexicana. En este filme reúne elementos que ya había empleado en filmes anteriores, como tipos de personajes, conflictos (por lo general amorosos) y la inclusión marcada del pueblo en su obra. La película se convirtió en la más exhibida en la historia del cine mexicano y dio, en especial, a Pedro Infante una popularidad creciente en un vertiginoso periplo para convertirse en el símbolo mexicano que llegó a ser. Con este último, Rodríguez realizó más de una docena de películas; ambos conformaron uno de los binomios director-actor más representativos del cine mexicano.
Durante su periodo más prolífico, entre las décadas de los cuarenta y sesenta, Ismael Rodríguez conformó un gran equipo de guionistas, compositores y fotógrafos, donde destacaban Manuel Esperón, Raúl Lavista y Ricardo Garibay, con quienes abarcó diversos géneros, predominando sobre todo la comedia y el melodrama en filmes que supieron capturar el alma del pueblo mexicano, hasta hacerse de un lugar especial en el gusto de sus espectadores.
La muerte de la actriz Blanca Estela Pavón en 1949 a causa de un accidente aéreo fue un pesado dolor para Rodríguez quien pasó mucho tiempo con miedo de subirse a aviones, especialmente después de la muerte de su amigo Pedro Infante, quien murió en un accidente aéreo de la misma manera que Blanca Estela Pavón.

### Post-época de Oro
Después de la muerte de Pedro Infante, Ismael Rodríguez experimentaría un periodo de redescubrimiento. Antes de finalizar la década de 1950, se presenta su mayor reto como director: La Cucaracha (1959), con María Félix como soldadera formando parte finalmente del Festival de Cannes, donde perdió el premio ante Nazarín (1958) de Luis Buñuel. Ismael encuentra su madurez en Europa, viajando a España para la preproducción de su última película de festivales: El niño y el muro (1964).
En la actualidad, Ismael Rodríguez y su obra son referentes inequívocos no solamente del cine mexicano, sino que también de la cultura nacional mexicana.

## Filmografía
| Película                                                            | Año  | Rol |
| ------------------------------------------------------------------- | ---- | --- |
| Santa                                                               | 1931 | extra |
| La Llorona                                                          | 1933 | asistente de producción (sin crédito)                                                                                |
| El tigre de Yautepec                                                | 1933 | ayudante de sonido                                                                                                   |
| Chucho el Roto                                                      | 1934 | pizarrista, microfonista, recordista e ingeniero de sonido (sin crédito)                                             |
| Payasadas de la vida                                                | 1934 | actor |
| Todo un hombre                                                      | 1935 | actor |
| Rosario                                                             | 1935 | actor |
| Los chicos de la prensa                                             | 1936 | actor |
| No te engañes, corazón                                              | 1936 | actor |
| Viviré otra vez                                                     | 1939 | guionista (adaptación) y sonidista                                                                                   |
| El jefe máximo                                                      | 1940 | sonidista |
| Al son de la marimba                                                | 1940 | sonidista |
| Cantinflas en los censos                                            | 1940 | sonidista (cortometraje publicitario)                                                                                |
| El secreto del sacerdote                                            | 1941 | guionista (adaptación)                                                                                               |
| El hijo de Cruz Diablo                                              | 1941 | sonidista |
| ¡Ay Jalisco, no te rajes!                                           | 1941 | guionista y asistente de dirección                                                                                   |
| Mil estudiantes y una muchacha                                      | 1941 | sonidista |
| La isla de la Pasión (Clipperton)                                   | 1941 | sonidista |
| Las cinco noches de Adán                                            | 1942 | sonidista |
| Cuando viajan las estrellas                                         | 1942 | sonidista |
| ¡Qué lindo es Michoacán! (El paraíso de México)                     | 1942 | director y productor                                                                                                 |
| Mexicanos al grito de guerra. (Historia del Himno Nacional)         | 1943 | codirector |
| ¡Viva mi desgracia!                                                 | 1943 | supervisor técnico                                                                                                   |
| Amores de ayer                                                      | 1944 | director, productor y guionista                                                                                      |
| Escándalo de estrellas                                              | 1944 | director, productor y guionista (argumento)                                                                          |
| Cuando lloran los valientes                                         | 1945 | director, productor y guionista                                                                                      |
| ¡Qué verde era mi padre!                                            | 1945 | director, productor y guionista (adaptación)                                                                         |
| Ya tengo a mi hijo                                                  | 1946 | director, productor y guionista (argumento)                                                                          |
| Los tres García                                                     | 1946 | director, productor y guionista                                                                                      |
| Vuelven los García                                                  | 1946 | director, productor y guionista (adaptación)                                                                         |
| Chachita la de Triana                                               | 1947 | director, productor y guionista (adaptación)                                                                         |
| Nosotros los pobres                                                 | 1947 | director, productor y guionista (argumento)                                                                          |
| Los tres huastecos                                                  | 1948 | director, productor y guionista                                                                                      |
| Ustedes los ricos                                                   | 1948 | director, productor y guionista                                                                                      |
| La oveja negra                                                      | 1949 | director, productor y guionista                                                                                      |
| No desearás la mujer de tu hijo                                     | 1949 | director, productor y guionista                                                                                      |
| Sobre las olas                                                      | 1950 | director, productor y guionista                                                                                      |
| Las mujeres de mi general                                           | 1950 | director, productor y guionista (adaptación)                                                                         |
| A.T.M. A toda máquina!                                              | 1951 | director, productor y guionista                                                                                      |
| ¿Qué te ha dado esa mujer?                                          | 1951 | director, productor y guionista                                                                                      |
| ¡¡¡Mátenme porque me muero!!!                                       | 1951 | director, productor, actor y guionista (adaptación)                                                                  |
| Del rancho a la televisión                                          | 1952 | director, productor y guionista                                                                                      |
| Dos tipos de cuidado                                                | 1953 | director y guionista                                                                                                 |
| Pepe el Toro                                                        | 1952 | director, productor y guionista                                                                                      |
| Romance de fieras                                                   | 1953 | director, productor y guionista (adaptación)                                                                         |
| Borrasca en las almas                                               | 1953 | director, productor y guionista (adaptación)                                                                         |
| Maldita ciudad                                                      | 1954 | director, productor y guionista                                                                                      |
| Los paquetes de Paquita                                             | 1954 | director, productor y guionista                                                                                      |
| Cupido pierde a Paquita                                             | 1954 | director, actor, productor y guionista                                                                               |
| El monstruo de la montaña hueca (Beast of Hollow Mountain)          | 1954 | productor, codirector (codirigida con Edward Nassour) y guionista (adaptación) (coproducción con los Estados Unidos) |
| Daniel Boone Trail Blazer (Aventuras de Daniel Boone)               | 1955 | codirector (producción estadounidense)                                                                               |
| Tizoc: Amor indio                                                   | 1956 | director y guionista. Protagonizada por Pedro Infante.                                                               |
| Tierra de hombres                                                   | 1956 | director, productor y guionista (adaptación)                                                                         |
| El boxeador                                                         | 1957 | actor |
| Así era Pancho Villa (Cuentos de Pancho Villa)                      | 1957 | director, productor y guionista                                                                                      |
| El gran premio                                                      | 1958 | productor y probable codirector                                                                                      |
| Pancho Villa y la Valentina                                         | 1958 | director, productor y guionista                                                                                      |
| Cuando ¡Viva Villa! es la muerte                                    | 1958 | director, productor y guionista                                                                                      |
| La Cucaracha                                                        | 1958 | director, productor y guionista                                                                                      |
| The Mighty Jungle                                                   | 1959 | codirector y guionista (adaptación) (coproducción con los Estados Unidos)                                            |
| Cada quien su vida                                                  | 1959 | productor y probable codirector                                                                                      |
| Los hermanos Del Hierro                                             | 1961 | director y guionista (adaptación)                                                                                    |
| Ánimas Trujano                                                      | 1961 | director, productor y guionista (adaptación)                                                                         |
| El hombre de papel                                                  | 1963 | director, productor y guionista (adaptación)                                                                         |
| Así era Pedro Infante                                               | 1963 | director y productor (documental)                                                                                    |
| El niño y el muro                                                   | 1964 | director y guionista (adaptación) (coproducción con España)                                                          |
| Autopsia de un fantasma                                             | 1966 | director, productor y guionista                                                                                      |
| La puerta y la mujer del carnicero                                  | 1968 | codirector, productor y guionista (episodio "La mujer del carnicero")                                                |
| Cuernos debajo de la cama                                           | 1968 | director, productor y guionista                                                                                      |
| Faltas a la moral                                                   | 1969 | director, productor y guionista (adaptación)                                                                         |
| Trampa para una niña                                                | 1969 | director, productor y guionista (coproducción con Guatemala)                                                         |
| El ogro                                                             | 1969 | director, productor y guionista (argumento) (coproducción con Guatemala)                                             |
| Mi niño Tizoc                                                       | 1971 | director, productor y guionista                                                                                      |
| Nosotros los feos                                                   | 1972 | director y guionista (adaptación)                                                                                    |
| Llanto, risas y nocaut                                              | 1973 | guionista (adaptación)                                                                                               |
| Somos del otro Laredo (Chicanos Go Home)                            | 1975 | director, productor y guionista                                                                                      |
| Ratero                                                              | 1979 | director y productor                                                                                                 |
| Blanca Nieves y... sus 7 amantes                                    | 1980 | director, productor y guionista                                                                                      |
| Burdel (Ratero II)                                                  | 1981 | director, productor y guionista                                                                                      |
| Corrupción (La corrupción somos todos o Truculencia en humor negro) | 1983 | director, productor y guionista                                                                                      |
| Masacre en el río Tula                                              | 1986 | director, productor y guionista                                                                                      |
| Olor a muerte (Pandilleros)                                         | 1986 | director, productor y guionista (argumento)                                                                          |
| Yerba sangrienta                                                    | 1986 | director, productor y guionista                                                                                      |
| Pasaporte a la muerte                                               | 1988 | director, productor y guionista                                                                                      |
| Solicito marido para engañar                                        | 1987 | director, productor y guionista (adaptación)                                                                         |
| Ellos trajeron la violencia                                         | 1989 | director y productor                                                                                                 |
| Reclusorio (Reclusorio I)                                           | 1995 | director y guionista (argumento)                                                                                     |
| Fuera de la ley (Reclusorio II)                                     | 1996 | director y guionista                                                                                                 |
| Reclusorio lll                                                      | 1996 | director, productor y guionista                                                                                      |
| Reclusorio IV                                                       | 1996 | director y guionista, actor, cantante                                                                                |

## Premios y distinciones
Premios Óscar
| Año  | Categoría                          | Película       | Resultado |
| ---- | ---------------------------------- | -------------- | --------- |
| 1962 | Mejor película de habla no inglesa | Ánimas Trujano | Nominado  |